# Trassanèl
Trassanèl (en francès Trassanel) és un municipi del departament de l'Aude a la regió francesa d'Occitània.